# Rivière du Canot
Pour les articles homonymes, voir Canot (homonymie).
La rivière du Canot est un cours d'eau coulant dans le territoire de La Tuque, dans la région administrative de la Mauricie, et va se déverser dans la rivière Gatineau dans le territoire non organisé du Lac-De La Bidière, dans la municipalité régionale de comté (MRC) de Antoine-Labelle, dans la région administrative des Laurentides, au Québec, au Canada.

## Géographie
Les bassins versants voisins de la rivière du Canot sont :
- côté nord : La Choquette, lac Brossard ;
- côté est : rivière aux Bleuets ;
- côté sud : rivière Gatineau ;
- côté ouest : rivière Choquette.

Le lac du Canot (longueur : 2,5 km dans le sens est-ouest ; altitude : 482 m) constitue le principal plan d'eau de tête de la rivière du Canot. Ce plan d'eau est situé à 1,9 km à l'ouest de la rivière aux Bleuets qui coule vers le sud.
À partir du lac du Canot, la rivière du Canot se dirige sur 5,7 km vers le sud-ouest en traversant trois lacs, jusqu'à deux décharges (sud-est et nord-ouest) dont les embouchures sont presque vis-à-vis. Puis la rivière coule sur 7,3 km vers le sud en traversant de nombreux rapides, jusqu'à la décharge du lac Bennett.
À partir de cette confluence, la rivière du Canot coule sur 11,1 km vers le sud-ouest en traversant plusieurs zones de rapides, jusqu'à la décharge (venant de l'est) du lac Rond (altitude : 356 m). La rivière du Canot franchit un dernier segment de 9,3 km vers le sud, jusqu'à sa confluence avec la rivière Gatineau à l'endroit où cette dernière forme un coude de rivière venant de l'ouest et se redirigeant vers le sud.
Dans sa partie supérieure, la rivière du Canot coule vers le sud-ouest, plus ou moins en parallèle (du côté ouest) avec la rivière aux Bleuets.

## Toponymie
Le canot est une embarcation généralement légère à usage variée qui a été grandement utilisée pour naviguer sur les cours d'eau dans l'histoire de l'Amérique. Les caractéristiques du canot le rende utile notamment pour les portages, s'abriter en formant une tente et surtout naviguer en eaux peu profondes. Les explorateurs de cette région se référaient à ce moyen de transport de rivière pour désigner celle-ci.
Le toponyme rivière du Canot a été officialisé le 5 décembre 1968 à la Banque des noms de lieux de la Commission de toponymie du Québec.